# Thailand Open 1988
Die Thailand Open 1988 im Badminton fanden Mitte Juli 1988 in Bangkok statt. Die Finalspiele wurden am 17. Juli ausgetragen. Das Preisgeld betrug 35.000 US-Dollar.

## Finalergebnisse
| Disziplin    | Sieger                          | Finalist                  | Ergebnis          |
| ------------ | ------------------------------- | ------------------------- | ----------------- |
| Herreneinzel | Xiong Guobao                    | Sompol Kukasemkij         | 18-15, 15-13      |
| Dameneinzel  | Li Lingwei                      | Huang Hua                 | 3-11, 11-6, 11-6  |
| Herrendoppel | Tian Bingyi Li Yongbo           | Razif Sidek Rashid Sidek  | 15-3, 15-5        |
| Damendoppel  | Chung Myung-hee Hwang Hye-young | Luo Yun Shi Wen           | 15-7, 17-16       |
| Mixed        | Steen Fladberg Gillian Clark    | Wang Pengren Shi Fangjing | 17-14, 4-15, 15-9 |